# The Red Bulletin
Le Red Bulletin est un magazine lifestyle publié par Red Bull Media House en 2005.